# إدارة إسكوينتلا
إدارة إسكوينتلا (بالإنجليزية: Escuintla Department)‏ هي إداراة في غواتيمالا، تتبع غواتيمالا، بلغ عدد سكانها 684764 نسمة، في 2003، عاصمتها ايسكوينتلا، تبلغ مساحتها 4384 كيلومتر مربع، رمزها البريدي هو 05000.